# (5958) Barrande
(5958) Barrande es un asteroide perteneciente al cinturón de asteroides, región del sistema solar que se encuentra entre las órbitas de Marte y Júpiter, descubierto el 29 de enero de 1989 por Antonín Mrkos desde el Observatorio Kleť, České Budějovice, República Checa.

## Designación y nombre
Designado provisionalmente como 1989 BS1. Fue nombrado Barrande en homenaje al geólogo y paleontólogo francés Joachim Barrande, que realizó estudios sobre los estratos fósiles de Bohemia que revelaron la abundancia y la rica variedad de vida en la era paleozoica temprana.

## Características orbitales
Barrande está situado a una distancia media del Sol de 2,349 ua, pudiendo alejarse hasta 2,652 ua y acercarse hasta 2,047 ua. Su excentricidad es 0,128 y la inclinación orbital 2,572 grados. Emplea 1315,75 días en completar una órbita alrededor del Sol.

## Características físicas
La magnitud absoluta de Barrande es 13,8. Tiene 5,301 km de diámetro y su albedo se estima en 0,228. 